# 阿克恰達
阿克恰達（土耳其語：Akçadağ，：‎）是土耳其的城鎮，位於該國中部，由馬拉蒂亞省負責管轄，面積1,188平方公里，海拔高度925米，主要經濟活動是農業，2008年人口8,948。2020年1月24日发生6.7级地震。